# لوحة المذبح لمدينة بون

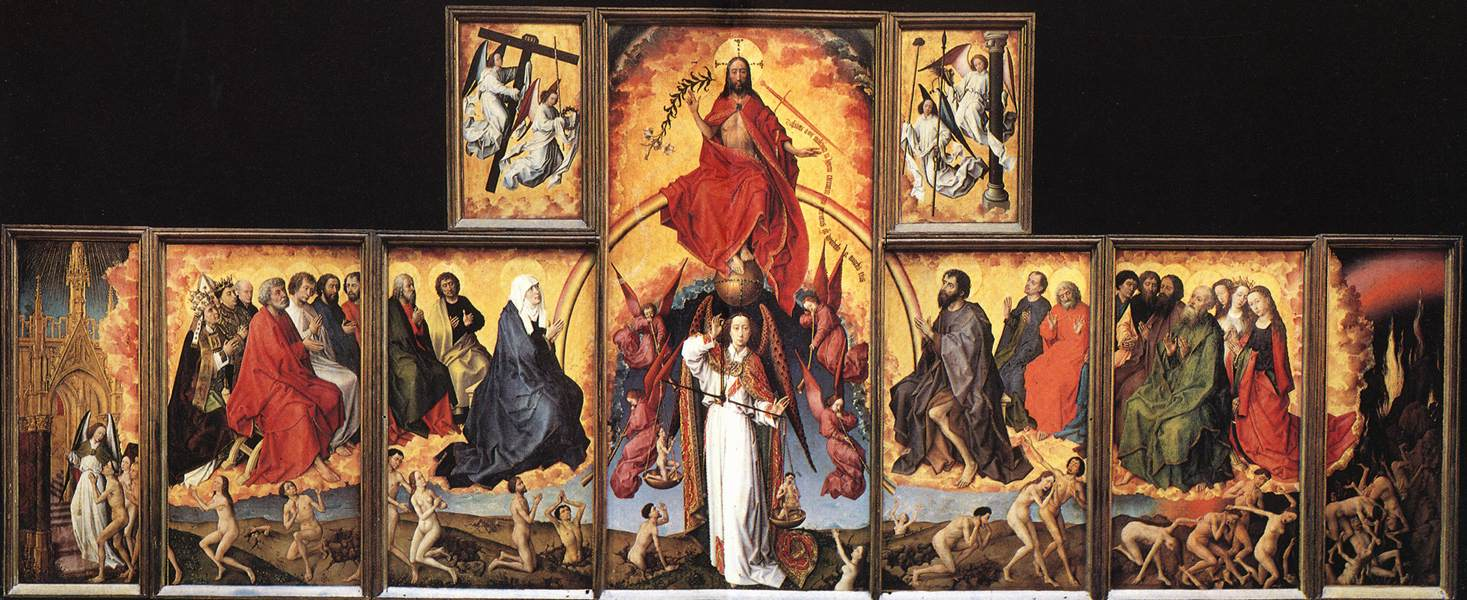
منظر داخلي للوحة المذبح لمدينة بون في نزل Hospices de Beaune، لوحة بالوان الزيت 1442-1450

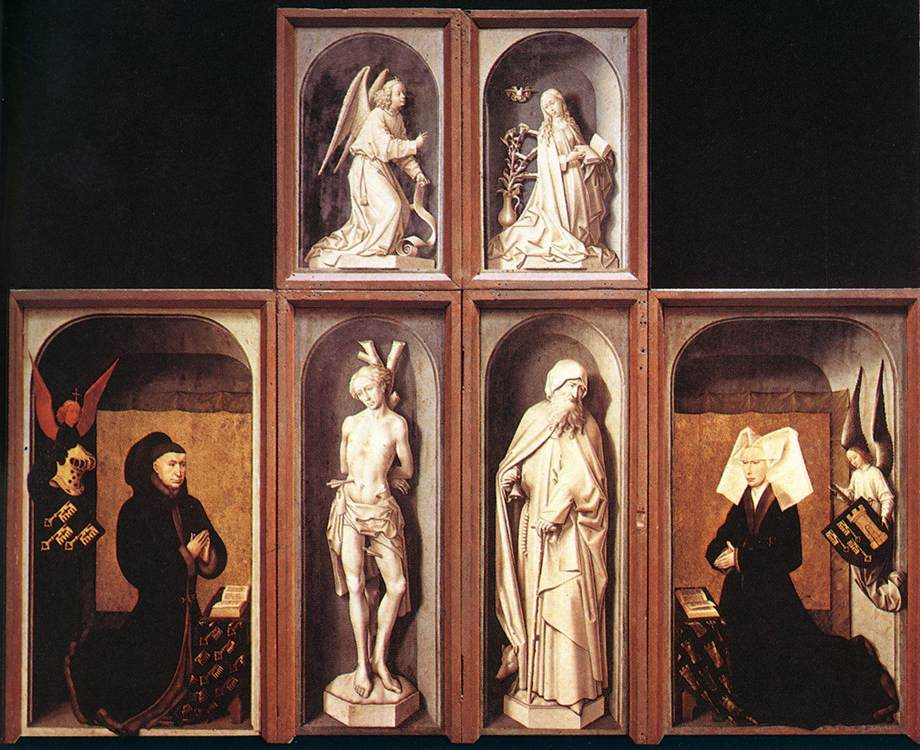
منظر للوحات الخلفية التي تظهر عند طي الاجنحة الطرفية للوحة، يظهر فيه المانحين راكعين

لوحة المذبح لمدينة بون غالبًا ما يُطلق عليها المحاكمة الاخيرة أو يوم القيامة أو يوم الحساب، هي لوحة مذبح كبيرة مرسومة على عدة أجزاء، للفنان الفلامندي روجير فان در فايدن تم رسمها بالزيت علي لوحات بلوط مع بعض أجزاء نقلت علي قماش لاحقًا. تتألف اللوحة من خمسة عشر لوحة على تسع لوحات عرض وستة منهم مرسومين على الجهة الأخرى من لوحات العرض وتحتفظ اللوحة ببعض إطارتها الأصلية.
الست لوحات الطرفية متصلين باللوحة الوسطية الكبيرة بمفصلات كما موضحا بالصورة، عند طيها يظهر منظر خارجي يوضح صورة لقديسين والمانحين أو المتبرعين. وتحتوي اللوحات الداخلية على مشاهد من يوم القيامة توضح منظرين علوي وسفلي: العلوي يتضمن المسيح جالسا على قوس قزح وقدميه مستريحتان على كرة أرضية ذهبية، أدناه يوجد رئيس الملائكة ميخائيل يحمل ميزانًا حيث يزن النفوس، وتظهر علي اقصى يمين المسيح أبواب الجنة وعلي يساره لوحة تظهر مدخل الجحيم ولوحات المشهد السفلي تكون لوحة فنية متصلة لشخصيات تتحرك من اللوحة المركزية إلى مصائرهم الأخيرة بعد تلقي الحكم.
في عام 1443 توسط كلا من نيوكلا رولان مستشار دوقية بورجندي وزوجته جويجونيه دي سالنز في عمل هذه القطعة الفنية للنزل الديني حيث دُفنت زوجته بعد ذلك أمام الموقع الأصلي للوحة في النزل. تُعتبر هذه اللوحة واحدة من أكثر الأعمال الطموحة لفان دير فايدن بالإضافة إلى لوحة إنزال المسيح عن الصليب ولوحة العدالة في طروادة وهيركنبالد، وبقيت اللوحة حتى وقتنا هذا في النزل ولكن نقلت في مكان آخر في القرن العشرين لحمايتها من أشعة الشمس ومن ما يقرب من 30,000 زائر تتلقاه سنويًا وقد عانت اللوحة من فقدان الطلاء وعوامل تعرية وسواد الألوان وتراكم للأوساخ لهذا تم وضع طبقة ثقيلة من الطلاء أثناء ترميمها كما تم فصل الجانبين الملونين للوحات الخارجية بحيث يمكن أن تظهر كل واحدة على حد سواء في وقت واحد وعادة يتم فتح اللوحات الطرفية فقط في أيام أحد محددة أو عطلات الكنيسة.

## العمولة ونزل العجزة
عين فيليب ذا جود نيكولا رولان مستشارا لدوقية بورجندي وهو المنصب الذي شغله لمدة 33 عاما مقبلة وخدمته مع الدوق جعلته رجلا ثريا وكان قد تبرع بجزء كبير من ثروته لبناء بيت الرب في بون ولم يعرف السبب وراء بنائه في بون وليس في مسقط رأسه في أوتون وقيل انه اختار بناءه في بون لانها تفتقر للمستشفيات بالإضافة إلى تفشي وباء الطاعون الذي أهلك السكان بين عام 1440-1438  وعلاوة على ذلك فشل معاهدة أراس عام 1435 في التوصل إلى حل لوقف العداء والخصومة المتواجدة من فترة طويلة بين فرنسا وبورجندي فقد عانت المدينة من ويلات هذه العداوة من وحشية الجوع والمجاعات إلى عصابات مغيرة تعيش في الريف خلال وقت متأخر من 1430s وفي اوائل ال 1440s. وقد تم بناء النزل بعد حصول رولان على اذن البابا أوجين الرابع في 1441 وجعله مقدسا يوم 31 ديسمبر 1452 وبالتزامن قام رولان بتأسيس النظام الديني لمستشفى راهبات بون كما أهدى النزل للقديس انثوني أبوت الذي كانت مرتبطة شفاعته بالمرض والشفاء خلال العصور الوسطى.

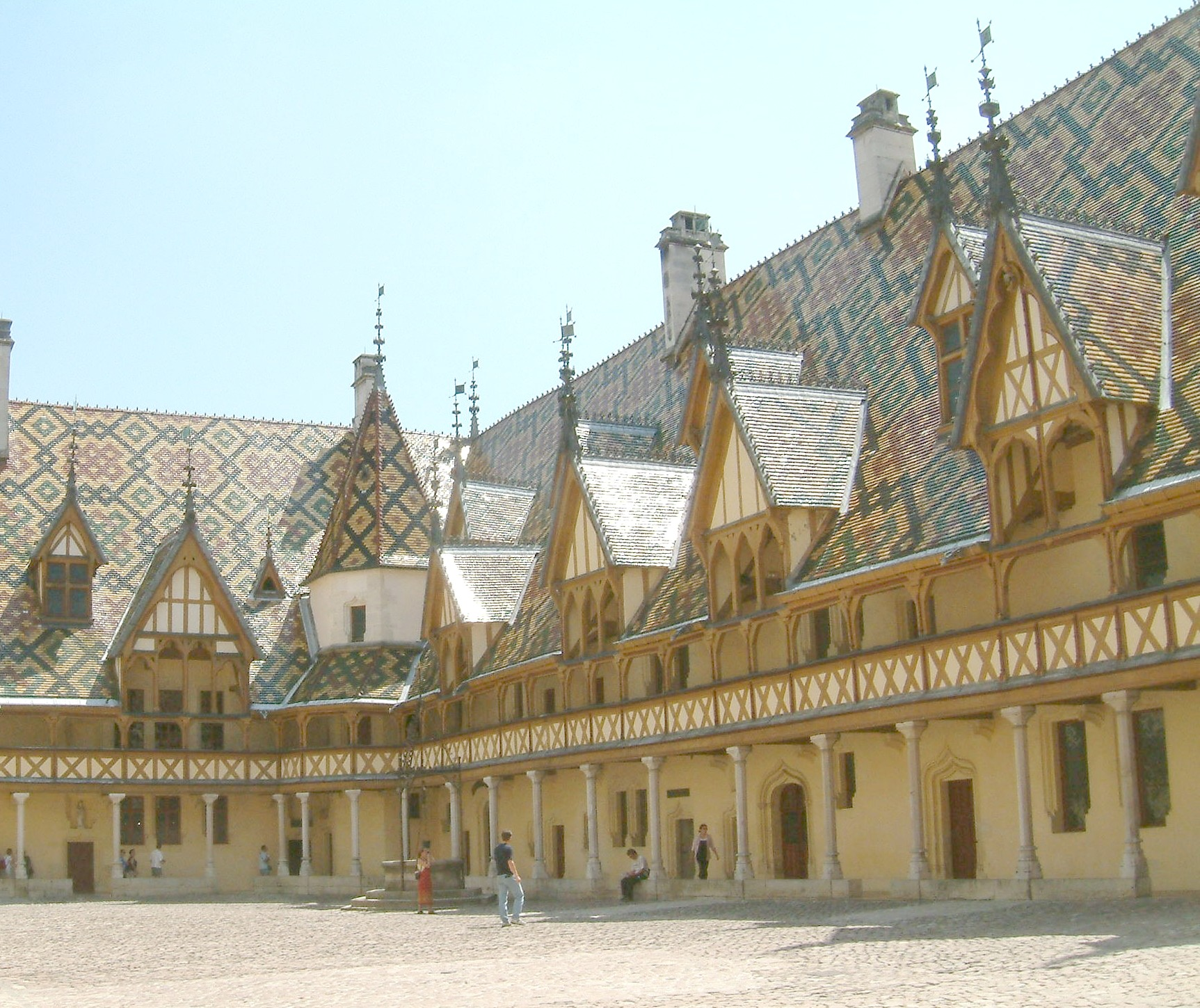
ساحة بيت الرب

في ميثاق تأسيس النزل الذي وقّع في أغسطس 1443 كتب رولان: «متجاهلا كل المخاوف البشرية ورغبة في خلاصي بتبادل السلع السماوية والزمنية منها ساستبدل السلع الابدية التي يقدمها الرب لنا دائما بالسلع القابلة للتلف لذا قررت بناء هذا النزل لمساعدة العجزة» وفي وقت متأخر من 1450s بضع سنوات فقط قبل موته أضاف بندا لميثاق النزل ينص على أن قداس الموتي يقدم مرتين يوميا، ولقد لعبت زوجته دورا رئيسا في تأسيس النزل حيث عملت بالنزل حتي وافتها المنية عام 1470، هذا بالاضافه إلى ما قدمه اب أخيه جان رولان له من مساعدة.

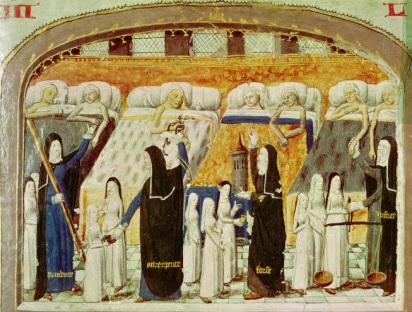
المرضى الذين يعانون في Hotel-Dieu في أسرتهم، ورقة مطوية 77، 1482، كتاب الحياة النشيطة Livre de vie active وحسب جيهان هنري، ويظهر الممرضات في حضور المرضى في مستشفى في باريس. مريضان في كل سرير، ماعدا سرير واحد لمريضة [14

الوثائق الخاصة باتمام العمل والتكاليف لا تزال موجودة وعلى غير العادة للوحة هولندية كان اسم الفنان والراعي ومكان التركيب وتاريخ الانتهاء متعارف عليهم. كانت اللوحة مخصصة لتكون محور جذب للمصلى في النزل فتقرب رولان من فان دير فايدن عام 1443 عندما تم تأسيس النزل وكانت اللوحة جاهزة بعام 1451 السنة التي جعل فيها مصلى النزل مقدسا. تم رسم اللوحة في ورشة عمل فان دير فايدن ببروكسل غالبا بمساعدة بعض المتدربين بالورشة ثم تم نقل اللوحات كاملة إلى النزل وتم وضعها عاليا فوق المذبح في عام 1501.
و كان الغرض وراء شراء اللوحة هو توفير الراحة للمرضى وتحذيرهم من النهاية والموت وتذكيرهم بايمانهم وتوجيه كل اهتماماتهم للاله ويتضح هذا من خلال موقعها في المصلى (الكنيسة) من ناحية أسرّة المرضى حيث اختار رولان أن يضع 30 سرير للمرضى العاجزين عن المشي على مرأى من اللوحة حيث تكون متاحة لهم رؤيتها من خلال شاشة صغيرة وعادة يكون اثنان من المرضى على سرير واحد وهذا يعتبر رفاهية في وقت كان المعتاد أن يكون هناك 6 إلى 15 مريض على سرير كبير. كانت الرعاية الطبية باهظة الثمن وبدائية خلال القرن الخامس عشر حيث كانت للرعاية الروحية للمرضى أهمية عن علاج أمراض الجسد.
كان القديسان سيباستيان وأنثوني يمثلان الشفاء حيث تكفل كلا منهما بمعالجة الطاعون الدبلي وكانا يسعيان إلى طمأنة المرضى المتردية صحتهم ويشفعان لهم عند الرب. كما ظهرت طائفة دينية تتبع القديس مايكل في القرن الخامس عشر في فرنسا حيث يقال انه قد رأي جان دارك وكان ينظر اليه باعتباره الواصي على الاموات وهو دور مصيري حصل عليه نتيجة الكوارث الناجمة عن الطاعون في المنطقة حيث كان هناك اندلاع حاد لهذا الوباء من عام 1441 - 1442 قبل تأسيس رولان للمشفى (النزل) وبلغ الحج الي جبل القديس مايكل في نورماندي ذروته في هذا الوقت. وفقا لباربرا لين، كان المرضى يعتقدون في عدم قدرتهم في البقاء على قيد الحياة ولكن كان يجدون ما يواسيهم في صورة القديس مايكل حيث ينظرون إلى صورته مباشرة فوق المذبح في كل مرة يتم فيها فتح اللوحة وبالمثل النظر إلى صورة القديسين سباستيان وانثوني يمنح هؤلاء المرضى الأمل في التغلب على عللهم الجسدية.

## الوصف
تتكون اللوحة من خمسة عشر رسمة منفصلة توجد على تسع لوحات عرض ويوجد على كل ناحية للوحة الوسطى (المركزية) ثلاث لوحات طرفية. يحيط باللوحة المركزية من كل ناحية بالأعلى لوحتان منفصلتان قابلتان للطي كما يحيطها من الأسفل أربعة لوحات طرفية من كلا الجانبين. عند فتح كل اللوحات القابلة للطي، يظهر للناظر مشهد يمتد أمام عينه، مشهد يوم الحساب أو يوم القيامة أو المحاكمة الأخيرة وهو مشهد يجسد للناظر كل المصائر الروحية الممكنة له فقد يكون مصيره الجنة أو الجحيم، الخلاص أو الإدانة واللعن. أما اللوحات الخارجية المرسومة من الجهة الأخرى (الخلف) هي بمثابة نصب جنائزي للمانحين الذين يثقون في رحمة الرب يوم الحساب. ترى مؤرخة الفن لين جاكوبس أن الوظيفة المزدوجة لهذا العمل الفني ترجع إلى اختيار فان موضوع يوم القيامة بكل تفاصيله.
يميز العمل بوضوح بين العالم الإلهي والأرض والجحيم، في الغالب يتبع الشكل لوحة جان فان اياك «تقديس الحمل» عام 1432 حيث الأجزاء الطرفية للوحة تأتي على شكل حرف T مقلوب وعند طي اللوحات الطرفية كلها يتشكل صليب مقلوب وهو شكل شاع نحته في القرن الخامس عشر على اللوح المؤطرة التي تكون مرتفعة قليلا فوق الجزء الخلفي من طاولة المذبح والتي يتم وضع الصليب والشمعدانات وغيرها من الحلى عليها.جعلت لوحة المنتصف أطول من باقي اللوح لخلق مساحة اضافية لمشهد سردي يلقي الضوء على منظر رائع كبير وهو صلب المسيح وبذلك يجعل مساحة للصليب فيمتد فوق مستوى بقية اللوح، ابداع ظهر بوضوح في لوحة انزال المسيح عن الصليب لفان دير فايدن. هذا الشكل يحاكي المعمار النمطى للكنائس القوطية، حيث يمتد ممر الكنيسة بين المقاعد ويتخطاها إلى داخل المحراب وتصور اللوحات الخارجية العالم في الأرض، المانحان والقديسان مرسومون بطريقة الرسم الجريسيلي ليحاكي النحت.

### اللوحات الداخلية

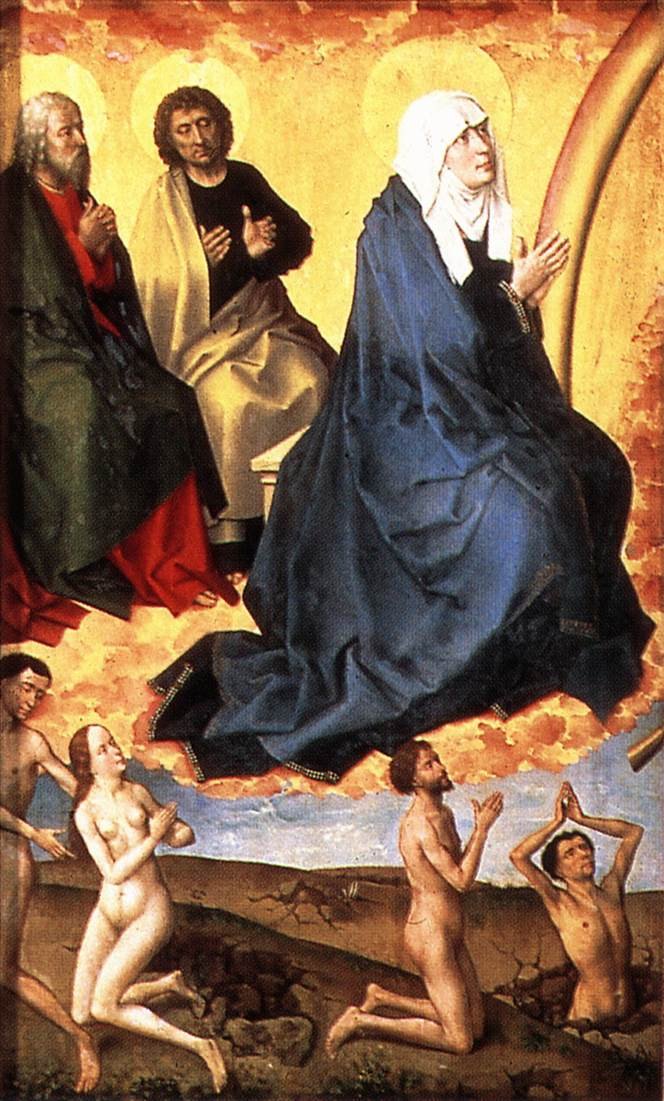
فان دير Weyden تجاهل الفواصل بين الألواح. في الجزء العلوي الأيسر تدفق جلباب الرسول على اللوحة المجاورة، في أسفل على اليسار ظهر رجل على ما يبدو في لوحتين، وكما ظهر جزء من بوق الملاك.

وفقا لجاكوبس، تعامل فان مع اللوح على انها لوحة واحدة حيث أزال الفوارق بين اللوح وجعلها متصلة ببعضها في موضوع واحد وهذا الاسلوب رائع جدا والأكثر اثارة للدهشة في تاريخ الصور المرسومة على ثلاث لوحات. كما هو الحال في لوحة Braque Triptych تمتد المناظر الطبيعية في الخلفية عبر كل لوحة من الجزء السفلي وهنا الكرة السماوية التي يتجه اليها الناجون من النار (الجحيم) تقدم بشكل كبير مع خلفية ذهبية متألقة وتمتد تقريبا بعرض اللوحة.
الزخارف وترتيب الأشكال يمتد بطول اللوح السفلية من لوحة إلى التي تليها، لدرجة تجعلنا نتجاهل التباعد بين اللوح والفواصل التي تقسم الأشكال المرسومة إلى اثنين. وهذا يتضح باللأخص في المشهد السفلي حيث كل فاصل لوحي يقسم الأشكال المرسومة، وبذلك نرى أن أجزاء الأشكال قد رسمت على اللوحتين المتصلتين؛ على عكس المسيح والقديس ميخائيل يجتمعان في لوحة مركزية واحدة، مما يعطي دلالة بالأهمية وراء هذه الصورة المرئية.

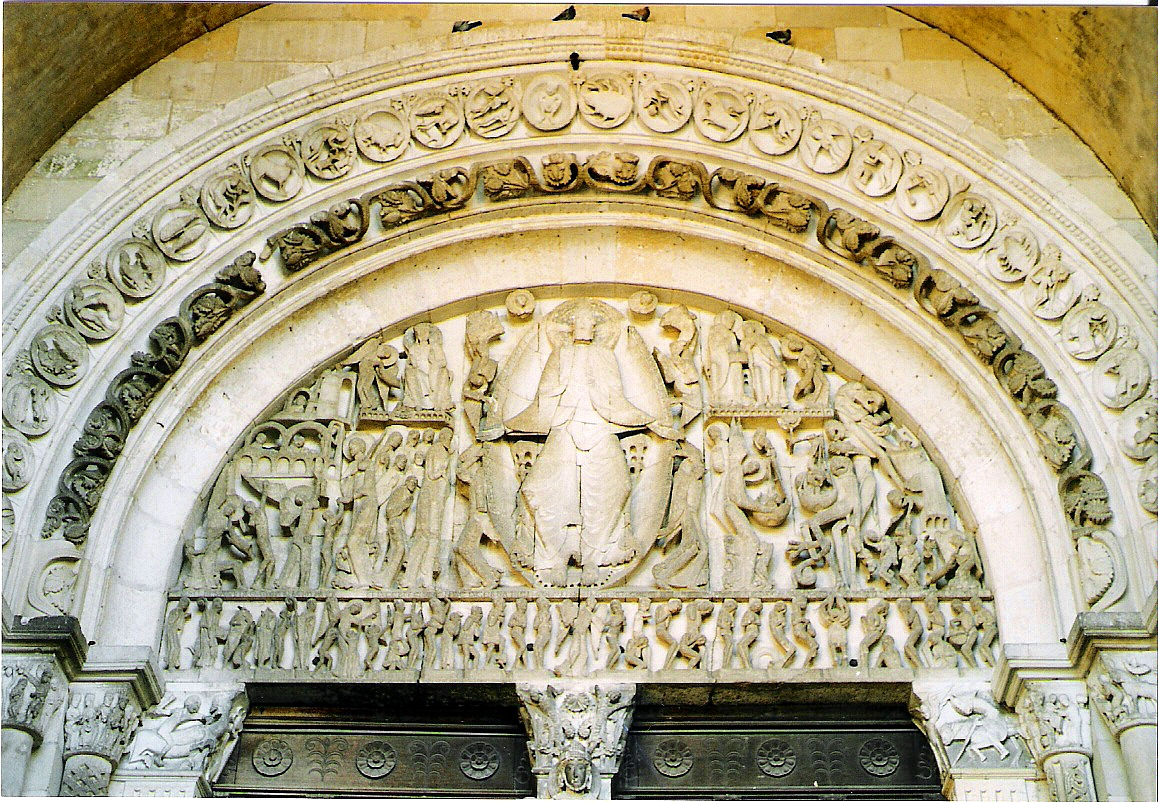
الزخرفة الموجودة في كاتدرائية أوتون Autun Cathedral المعروفة ب " Gislebertus's Last Judgement "

يمثل المشهد السفلي الأرض مع مخارجها للجنة والنار. الشكل المهيب للمسيح بالأعلى يوحي بأن حكم السماء على وشك أن يبدأ. التمييز بين عالمي السماء والأرض يخلق شعورا بالترتيب والتسلسل. تصوير المسيح مرتفعا بالأعلى في لوحة المذبح ينضح سلام وتحكم ويخلق شعورا بالتوازن والحركة خلال اللوح الأخرى.
الطريقة التي استخدمها فان في عرض قيامة الأموات عبر الخمس لوحات الدنيا تذكرنا بالشكل الزخرفي tympanum بالكنائس القوطية وتحديدا الموجود في كاتدرائية أوتون. اعتاد رولان على رؤية مداخل الكاتدرائية في أوتون وقد تكون هي الدافع وراء قراره لشراء لوحة المحاكمة الأخيرة من فان للنزل.
كان رولان يعلم بالطقوس الدينية المرتبطة بقداس الموتى، وعلى علم بمشاهد يوم القيامة المرتبطة القداس من المخطوطات المزخرفة للقرن الخامس عشر، مثل المخطوطة الكاملة ليوم القيامة«ساعات كاترين في دوقية كلفس» حيث المسيح وضع في موقف مماثل، يجلس عاليا فوق الموتى وهم يخرجون من الأرض.

#### المشهد العلوي

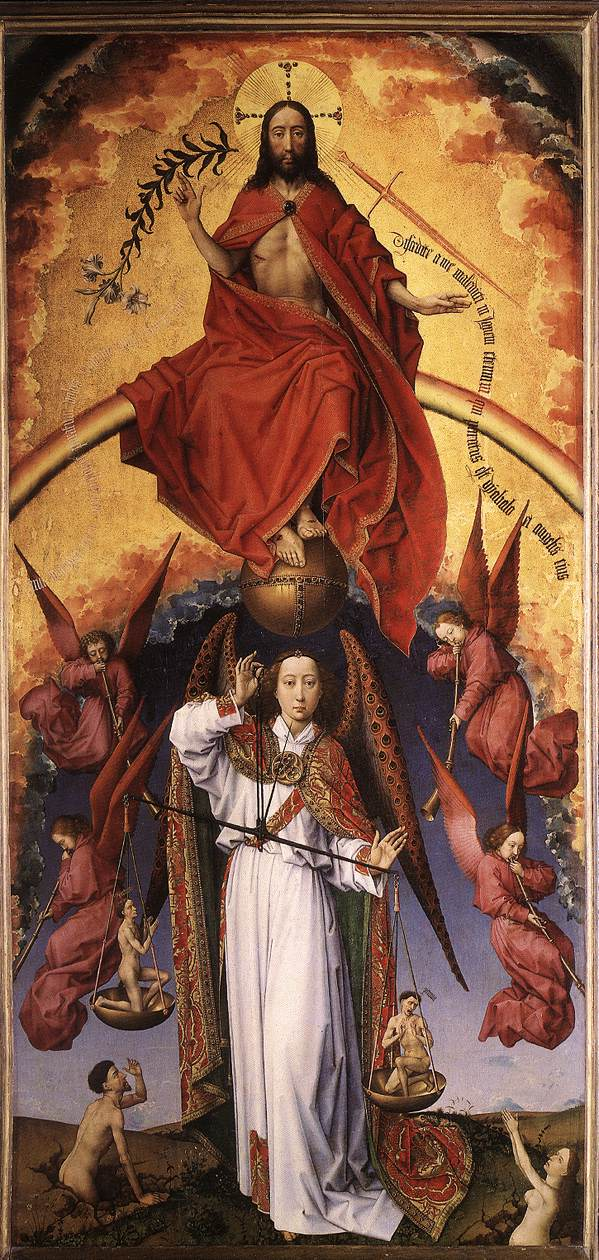
يسوع المسيح والملاك ميخائيل في الحكم. المباركون الناجون من العذاب علي اليمين وعلي اليسار الهالكون.

يجلس المسيح على الحكم في أعلى اللوحة المركزية. يمسك زنبقا في يديه اليمنى وسيفا في يديه اليسرى ويجلس على قوس قزح، يمتد عبر لوحتين، وقدميه مستريحتان على كرة. يرفع يده اليمنى دليلا على شكر النعمة بينما خفضت يده اليسرى. هذه الوضعيات تشير إلى فعل القضاء والحكم، فيقرر ما إذا كانت النفوس يتم ارسالها إلى السماء (الجنة) أو إلى الجحيم (النار). نظرات عينه متجهة ومركزة إلى الميزان الذي يمسكه رئيس الملائكة ميخائيل، وكفيه مفتوحان يكشفان عن جروحه التي أصيب بها عندما كان مسمرا على الصليب بالإضافة إلى العباءة التي يرتديها تنكشف عنه في بعض الأماكن لتظهر لنا الجروح التي ننزف دما غزيرا ناتجة عن ضربه بالحربة. يتماثل وجه المسيح مع صورته في لوحة Braque Triptych، التي انتهى منها فان في وقت لاحق بضع سنوات فقط في 1452. لقد وضع فان المسيح عاليا جدا في الفضاء التصويري للوحة وشمل كل مشهد ونسق مجمل اللوحات الداخلية في حين أن اللوحات الحديثة للوحة المحاكمة الأخيرة تبدو فوضوية لكن هنا تجلب هيئة المسيح شعورا بالنظام.
يحيط بجانبي المسيح في المشهد العلوي جناحين من اللوح، في كل لوحة زوج من الملائكة يمسك أسلحة المسيح (أدوات العاطفة) وتشمل الحربة وتاج من الشوك وعصا مع اسفنجة غارقة في الخل وترتدي الملائكة أثواب الطقوس الدينية ذات اللون الأبيض.

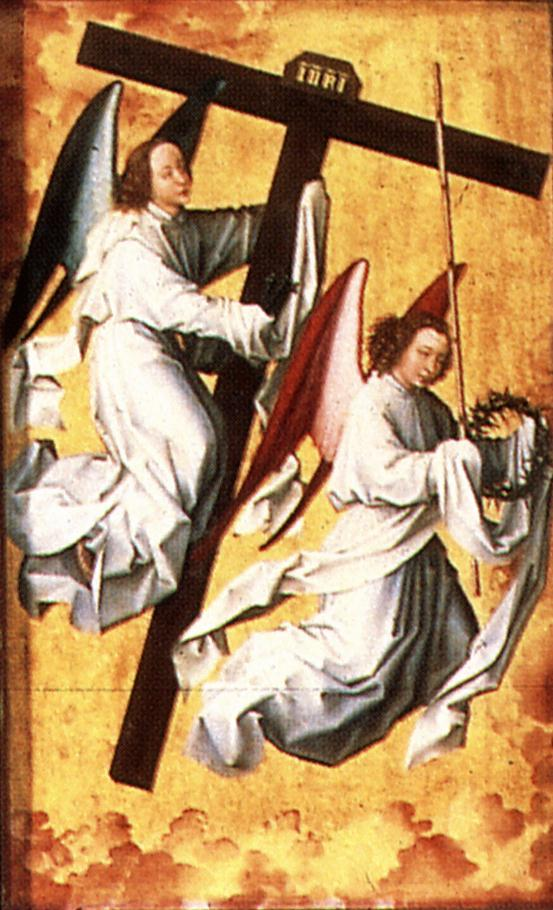
الملائكة تحمل أسلحة المسيح أدوات العاطفة
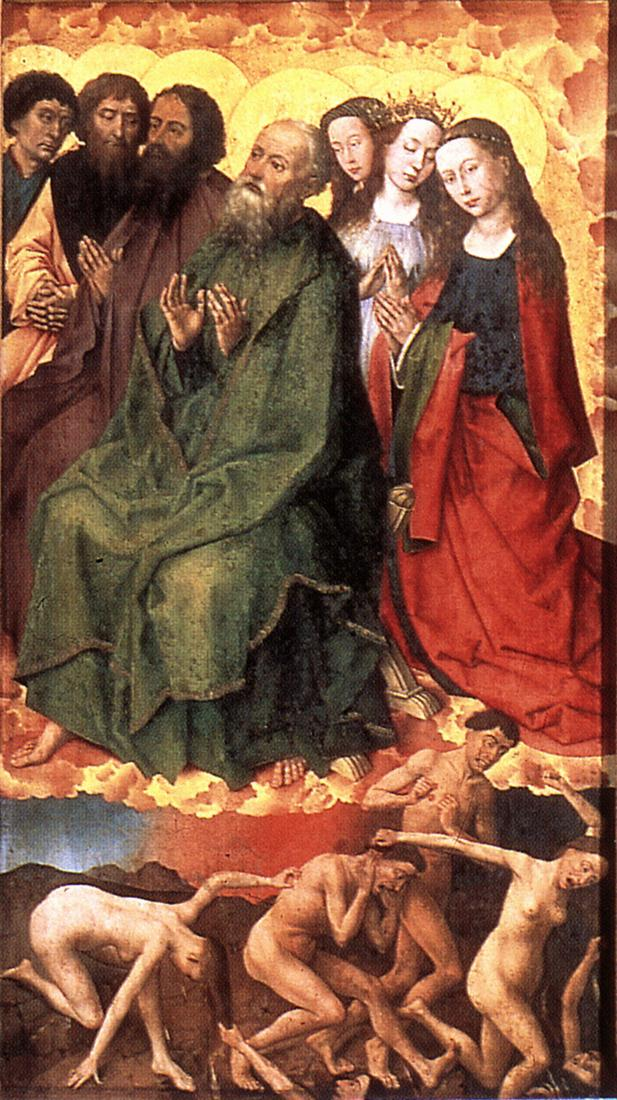
المصلون على يسار المسيح
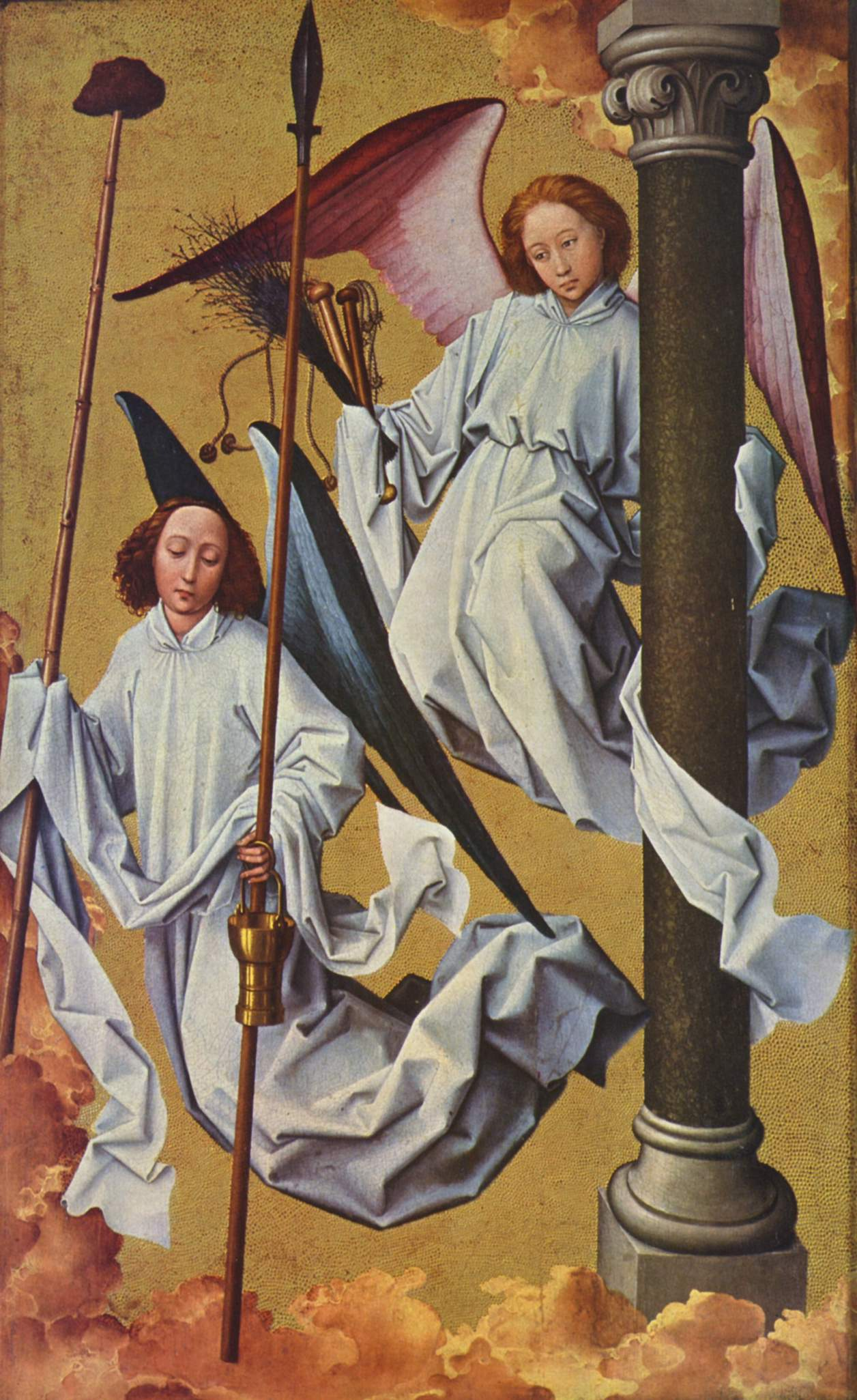
اثنان من الملائكة يحملان العمود الذي تم جلد المسيح عليه.

تم وضع رئيس الملائكة ميخائيل مباشرة أدنى المسيح، وهو يعتبر رمزا وتجسيدا للعدالة وحلقة الوصل الوحيدة بين الجنة والنار من خلاله يدرك المرء مصيره، اما الجنة أو النار. كما نرى على وجهه نزاهة ماسكا بالميزان يزن النفوس. على غير عادة الفن المسيحي، نرى الملعون يتفوق على المبارك. يوجد على كل كفة من الميزان روح واحدة ونجد هنا كفة الملعون هي الراجحة. للملاك ميخائيل أهمية غير عادية في المحتكمة الأخيرة أو يوم القيامة ويؤكد حضوره القوي وظيفة هذا العمل الفني في نزل العجزة وارتباطه بالطقوس الجنائزية. رسمت أقدام الملاك ميخائيل في وضع كما لو كان يخطو إلى الأمام تقريبا على وشك الخروج من قماش اللوحة وهو ينظر مباشرة إلى المشاهد، ويعطي انطباع الحكم ليس فقط على النفوس الموجودة باللوحة ولكن أيضا نفوس مشاهديها. الملاك ميخائيل مثله مثل القديسان سيباستيان وانثوني، كان قديسا للاستشفاء من الطاعون ويكون مرئيا للمرضى في النزل من خلال فتحات شاشة مثقوبة وهم راقدون في أسرّتهم. لقد رسم الملاك ميخائيل مع عناصر تصويرية مصاحبة للوحات يوم القيامة وإلى حد كبير هو يعتبر الشكل الأكثر جمالا ولون بطريقة رائعة حيث يرتدي عباءة حمراء مع أقمشة منسوجة ذهبية على الرداء الأبيض الساطع الذي يهيمن على اللوحات السفلية وهو ما يعتبر «جذبا منوما مغناطيسيا لنظر المشاهد»، هذا ما جاء على لسان لين. يأتي رئيس الملائكة ميخائيل محاطا بأربعة ملائكة يلعبون الأبواق لاستدعاء الموتي إلى وجهتها الأخيرة. وأكد فان على دور الملاك ميخائيل في يوم القيامة من خلال استخدام الألوان: رداء الملاك ميخائيل يتناقض مع الأثواب الحمراء التي ترتديها الملائكة الأربعة الموجودة في السماء الزرقاء مباشرة تحت الغيوم الذهبية للجنة.
أسفل الملاك ميخائيل نرى النفوس تهرول يمينا ويسارا. الناجون من النار يتوجهون إلى أبواب الجنة حيث يتم استقبالهم من قبل قديس أما الملعونون يصلون إلى أفواه الجحيم بشكل جماعي ملعونين فيها وباقين. النفوس الموجودة على الميزان عارية تماما، المباركة تنظر ناحية المسيح أما الملعونة تنظر في خزي إلى أسفل، وتميل المجموعتان في اتجاه أيدي المسيح.

##### المشهد السفلي
وفقا لشرلي بلوم، تظهر مريم العذراء ويوحنا المعمدان واثني عشر رسولا ومجموعة من الشخصيات ذات مقام رفيع على جانبي الملاك ميخائيل في وضع الصلاة للمسيح. تجلس الرسل في شكل نصف دائرة، بيتر يرتدي الأحمر في أقصى اليسار وبول يرتدي الأخضر في أقصى اليمين. سبعة من كبار الشخصيات يرتدون الملابس المعاصرة غير معروفين لكن منهم من هو ملك وبابا وراهب بالإضافة إلى ثلاث نساء، فهي صورة لأشخاص مجهولة لكن ذات مكانة خاصة.

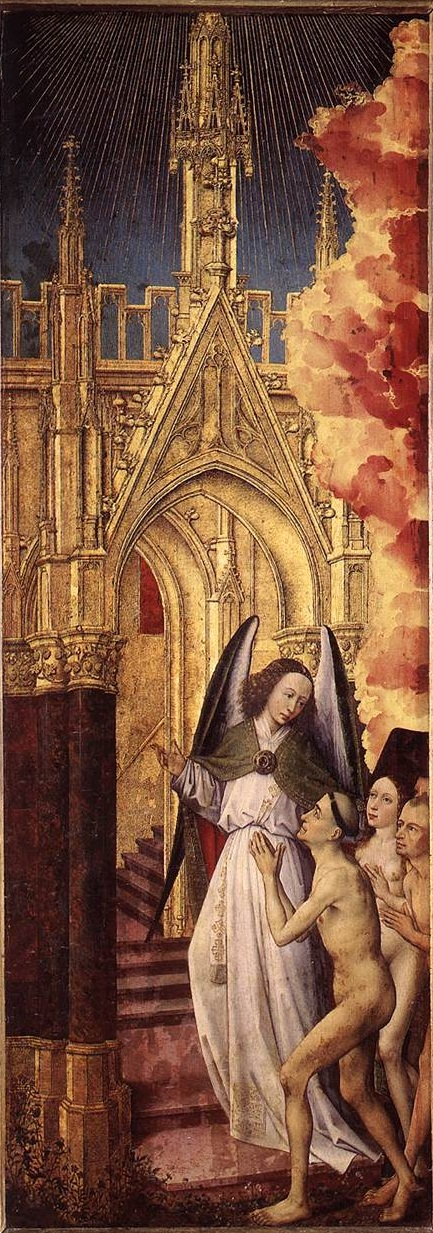
المدخل المؤدي للجنة

يصعد الموتى من قبورهم حول أقدام الملاك ميخائيل، البعض يخروج للسير في اتجاه الجنة والبعض الآخر يتجه نحو الجحيم. نجد الموتى صغارا في الحجم بالمقارنة مع المسيح والقديسين. يعتقد لورن كامبل أن هذه اللوحات تجسد منظرا متشائما للبشرية حيث يفوق الملعونون الناجين عددا خصوصا إذا قمنا بمقارنتها بلوحة المحاكمة الأخيرة للفنان ستيفان لوخنه في كولونيا حيث يتزاحم الناجون عند مدخل الجنة. يتعرض الموتى لتغيرات وتحولات تدريجية وهي تتحرك من لوحة إلى لوحة أخرى، النفوس التي تصعد عند قدم الملاك ميخائيل يظهر على وجهها بعض التعبيرات، تصبح أكثر حيوية وهي تتحرك على كلا الجانبين؛ يظهر الرعب واليأس بشكل واضح خاصة على وجوه الملعونين حيث تتحرك نحو الجحيم. وفقا لجاكوبس، تظهر «تعبيرات الابتهاج نفسها» ولكن وجهاتهم تتغير بصورة تدريجية من مواجهة المسيح والملاك ميخائيل إلى التطلع للجنة ومداخلها، يظهر هذا على الزوجين أدنى السيدة مريم العذراء - الرجل يحوّل نظر المرأة بعيدا عن الملاك ميخائيل ويوجهه نحو الجنة، وهذا يناقض مع الزوج الآخر الذي يواجه الجحيم في اللوحة المقابلة؛ المراة منحنية والرجل يرفع يديه بلا جدوى طالبا رحمة الله.
تمثّل الجنة بمدخل إلى المدينة السماوية التي تعتبر طرازا قوطيا معاصرا ينيره أشعة الضوء الرقيقة والطويلة. يقترب الناجون من الجنة شابكين أيديهم معا للصلاة ويتم اسستقبالهم من قبل ملاك عند مدخل الجنة. عدد قليل فقط يمر عبر البوابات السماوية على فترات منفصلة. يذكر أن تصوير الكنيسة كأنها تمثيل دنيوي للجنة كان شائعا في القرن الثالث عشر من قبل علماء الدين مثل دوراندوس، بوابة السماء في هذا العمل تحاكي مدخل النزل. الطريق إلى الجنة يظهر بوضوح ككنيسة مذهّبة حيث يصعد الناجون مجموعة من الدرجات متجهين يمينا مختفين عن الأنظار وهذا المشهد بأكمله يظهر في لوحة واحدة في حين تمتد الجحيم في اللوحة المجاورة وربما هذه دلالة على أن الخطيئة تلوث من حولها.
يصور فان در فايدن جهنم كمكان كئيب وموحش مزدحم بالنيران القريبة والبعيدة ووجوه الصخور فيها شديدة الانحدار، يتعثر الملعونون فيها بلا حول ولا قوة يصرخون ويبكون. ينزل الخطاه إلى الجحيم منحنيين الرؤوس تقريبا يسحب بعضهم البعض إلى حيث يتجهون. تقليديا، لوحة المحاكمة الأخيرة من شأنها أن تصور الخطاه تعذبها الأرواح الشريرة ولكن هنا تم ترك النفوس وحدها والدليل الوحيد على عذابهم هو تعبيرات وجوههم. ساحة جهنم رسمت على هذا الشكل لغرس الإرهاب ولكنها رسمت بدون شياطين وايروين بانوفسكي كان أول من لاحظ غياب الشياطين واعتقد ان فان دير فايدن اختار أن ينقل العذاب بطريقة ذات منظور عميق وليس من خلال أوصاف مفصّلة للشياطين والأرواح الشريرة، كما كتب ايروين: «ان مصير كل انسان....حتمايأتي نتيجة لماضيه وغياب أي محرض خارجي للشر يجعلنا ندرك أن التعذيب الرئيس للملعون ليس فقط الكثير من الألم الجسدي أو البدني ولكن وعي أبدي ولا يطاق لحالتهم البائسة.» وفقا لبرنارد ريديربوس: «لقد أبرز فان الموضوع بالحد من عدد الموتى ومعاملتهم كأفراد تقريبا. عندما يقترب الملعونون من هاوية الجحيم يزداد العدد أكثر وأكثر ضغطا.»

### اللوحات الخارجية

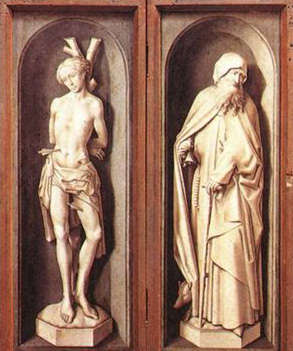
صورة توضح القديسين سيبستيان وأنثوني

تتكون اللوحات الخارجية من ستة لوحات: لوحتان للمانحين ولوحتان للقديسين ولوحة مريم العذراء ولوحة أخيرة لجبريل وهو يقدم نفسه للسيدة مريم. نرى المانحين على الأجنحة الخارجية راكعين أمام كتب الصلاة. أربعة تماثيل منحوتة بالجريسيلي تشكل اللوحات ناحية الداخل وتصور اللوحتان السفليتان القديسين سيبستيان وأنثوني، سيبستيان قديسا للعلاج من الأوبئة وأنثوني قديسا وشفيعا للعلاج من الأمراض الجلدية والتسمم الأرغوني المعروفة في العصور الوسطى بنار القديس أنثوني. كان للقديسين صلات قوية بمحكمة بورجنديان كذلك بفليب ذا جود الذي ولد في نفس يوم ولادة القديس أنثوني وكان له ابن غير شرعي يدعى أنثوني بالإضافة إلى تسمية رولان لاثنين من أبنائه باسم أنثوني كما كان القديس أنثوني العراب الراعي لرابطة جولدن فليس التي أسسها فيليب ذا جود وكان رولان عضوا فيها.
توضح اللوحتان العلويتان الصغيرتان مشهد البشارة التقليدي مع الحمامة المعتادة التي تمثل الروح القدس بالقرب من ماري (مريم العذراء) وهاتان اللوحتان أكثر اختلافا عن هؤلاء بالداخل والشخصيات تحتل منافذ منفصلة بوضوح والألوان الجريسيلي للقديسين والمانحين تختلف إلى حد كبير.

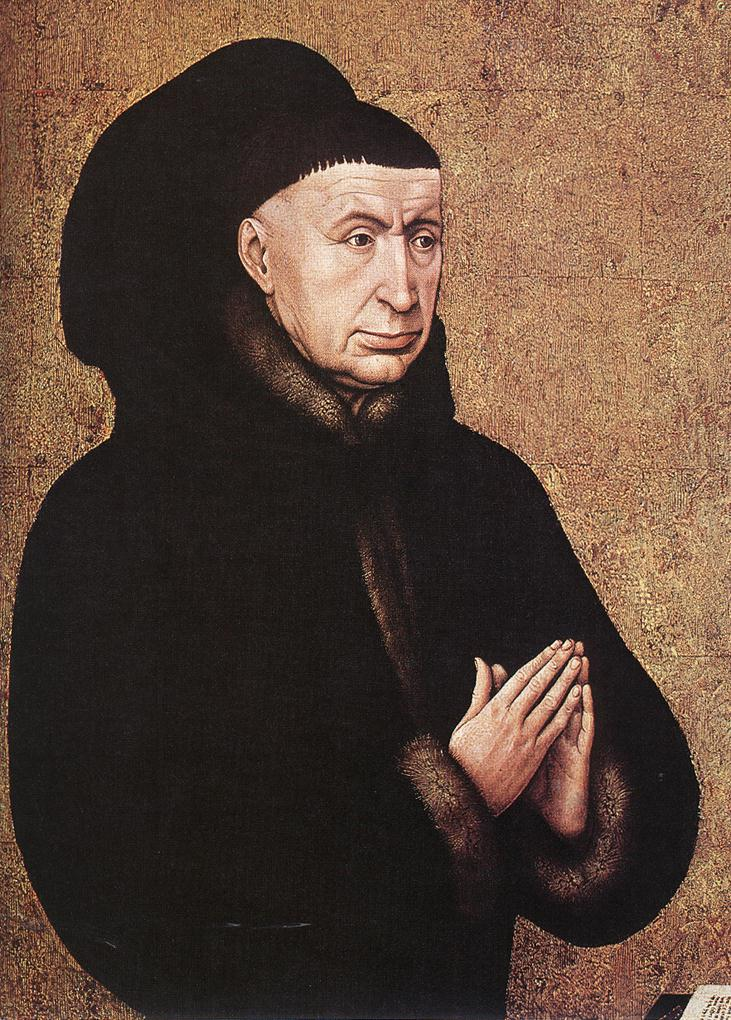
صورة لرولان أثناء الصلاة وهو يرتدي عبائته الفرو السوداء.

مثل كثير من لوحات منتصف القرن الخامس عشر، اللوحات الخارجية اقتبست الكثير من لوحة المذبح التي تسمى (تقديس الحمل) التي اكتملت في عام 1432 ونرى ذللك في مزج الصور الطبيعية للمانحين مع الصور التي تحاكي التماثيل المنحوتة للقديسين بالإضافة إلى مشهد البشارة. لقد استخدم فان دير فايدن ايقونات مرئية مختلفة تماما لا توجد في أعماله الآخرى مما يوحي أن رولان قد كلف فان بأن يحذو حذو فان ايك في رسمه للوحة المذبح، رغم ذلك لم يميل فان لمجرد التقليد ورتب اللوحات والشخصيات في شكل مركز ومحكم. جاكوبس ترى أن «اللوحات الخارجية هذه ستبقى هي المثلى للتصوير الأكثر اتساقاالذي ينتج عن طريقة الرسم النحتي الخادع للعين». تظهر لفيفة الورق مع الملاك جبريل ونبات الزنبق مع ماري وكأنهما مصنوعتان من الحجر والشخصيلت تلقي ظلالها على الجزء الخلفي من المحاريب وهذا يخلق شعورا بالعمق يضيف الخيال والخدعة للصورة.
وفقا لبلوم الذي كتب عن لوحة رولان أن الشخصية الوحيدة الغنية بالألوان هي شخصية الملاك الأحمر الذي يظهر مع مفاتيح وخوذة ذهبية وكأنه شبح، وباقي اللوحات الخارجية رمادية اللون. رولان وزوجته دي سالنز يمكن تحديدهما بشعارات النبالة التي تحملها الملائكة ويظهران في اللوح راكعين عند القماش الذي يغطي ديسك الصلاة الخاص بهما وشعاراتهما الخاصة ظاهرة وبالرغم من أن دي سالنز كانت امرأة تقية السمعة وخيرة ويرجع لها الفضل في بناء النزل الا انه يقال انها وضعت على اليمين في اللوحات الخارجية فيعتقد تقليديا انها في مكانة متدنية مقابلة للجحيم تتشبه بحواء التي يعتقد انها السبب في خطيئة آدم والسبب في طرد الإنسان من الجنة.

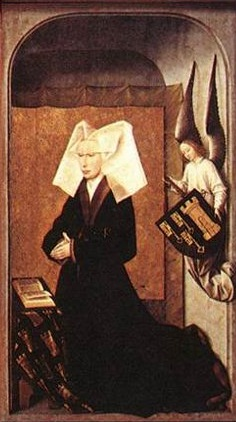
زوجة رولان السيدة دي سالنز التي دفنت أمام المكان الأصلي للوحة المذبح ببون في النزل

كان فان ايك قد صور السيد رولان في لوحة «مادونا المستشار رولان»، فتم التعرف على شكله من هذا العمل. يظهر رولان في اللوحتين، لوحة فايدن ولوحة ايك بالشكل نفسه وبالشفاه نفسها والذقن الكبيرة والأذن المدببة نفسها ولكن يظهر رولان في لوحة ايك أكثر أبهى وغطرسة وفي لوحة فايدن وبعد مرور 10 سنوات يبدو أكثر عمقا واهتماما بالتواضع. كما ينتقد كامبل فايدن ساخرا فقال ان فايدن قد أخفى بشاعة وعمر حاضنه «رولان» وأخفى قليلا من شكل فمه الغير معتاد، كما أضاف كامبل أن فان ايك قد سجل هيئة رولان فقط أما فايدن وضع رؤية مبسطة وعصرية وشخصية للغاية لرولان. كان تصوير فان ايك على الأرجح أكثر دقة لكن فايدن كان منمقا في رسمه لرولان خاصة في اطالته للأنف وتوسيع العينين ورفع الحواجب.

## النقوش
اللوحات تحتوي على اقتباسات باللغة اللاتينية من عدة نصوص الكتاب المقدس، تظهر اما على شكل حروف تبدو مخيطة في حواف ملابس الشخصيات (مخفي معظمها في الطيات) اما مباشرة على سطح اللوحة الداخلية المركزية، يحدث الأخير هذا في أربع حالات: يظهر زوجان منها على جانبي المسيح واثنان حول الملاك ميخائيل. أسفل الزنبق بالطلاء الأبيض توجد كلمات المسيح: (تعالوا يامباركي أبي، رثوا الملكوت المعد لكم منذ أن أسس العالم) ويوجد نصا اخرا تحت السيف يقرأ: (اذهبوا عني يا ملاعين، إلى النار الأبدية المعدة لابليس وملائكته).
النقوش تتبع تقليد القرن الرابع عشر باظهار الشخصيات والصور والزخارف المتعلقة بالناجين على يمين المسيح والمتعلقة بالخطاه على يساره. تقرأ الكلمات أسفل الزنبق بشكل تصاعدي نحو الجنة ومنحنياتها تميل نحو المسيح. النص على اليسار يأتي في الاتجاه المعاكس من أعلى نقطة إلى أسفل. زينت النقوش إلى يمين المسيح بالألوان الخفيفة لدرجة انهم عادة ما يصعب تميزهم عند النسخ والحروف في الاتجاه المعاكس في الأسفل تم طلائها باللون الأسود.

## الحالة
هناك عدد من اللوحات في حالة سيئة، بسبب سواد الألوان وتراكم الأوساخ والقرارات السيئة التي اتخذت خلال عمليات الترميم المبكرة. لوحة المذبح بقيت في الكنيسة من وقت تثبيتها وحتى عهد الإرهاب أثناء الثورة الفرنسية عندما كانت مخبأة في العلية لعقود من الزمن. عند احضارها تم رسم الأرواح العارية من جديد مع ملابس وألهبة نار - يعتقد ان ذلك نوعا من أنواع الاعتداء على اللوحة - كما تم نقلها إلى غرفة أخرى وعلقت على بعد 3 أمتار (10 قدم) من الأرض وتم تبييض بعض أجزائها. في عام 1836 قامت لجنة الآثار باسترجاعها وبدأت تخطط لاستعادتها كما كانت مرة أخرى. بعد أربعة عقود، خضعت اللوحة لعمليات ترميم كبيرة بين عام 1875 إلى عام 1878 حيث تم ازالة العديد من هذه الاضافات ولكن هذا لم يخلو من أضرار كبيرة على الصبغ الأصلي للوحة وفقدان المادة الملونة للقطع القماشية المرسوم عليها المانحين والتي كانت في الأصل باللون الأحمر والذهبي. بشكل عام اللوحة المركزية الداخلية هي أكثر لوحة تم الحفاظ عليها من بين اللوحات الداخلية والخارجية. لوحة دي سالنز تلفت وأنطفأت ألوانها بمرور الزمن حيث كان الركن أو المشكاة أزرق فاتح، أصبح اليوم أخضرا فاتحا ورسمت الدرع التي يحملها الملاك باللون الأزرق.تم تقسيم اللوحات أفقيا بحيث يمكن عرض كلا الجانبين في وقت واحد وتم تحويل عددا منها الي لوحات قماشية.

## مصادر وتأثيرات

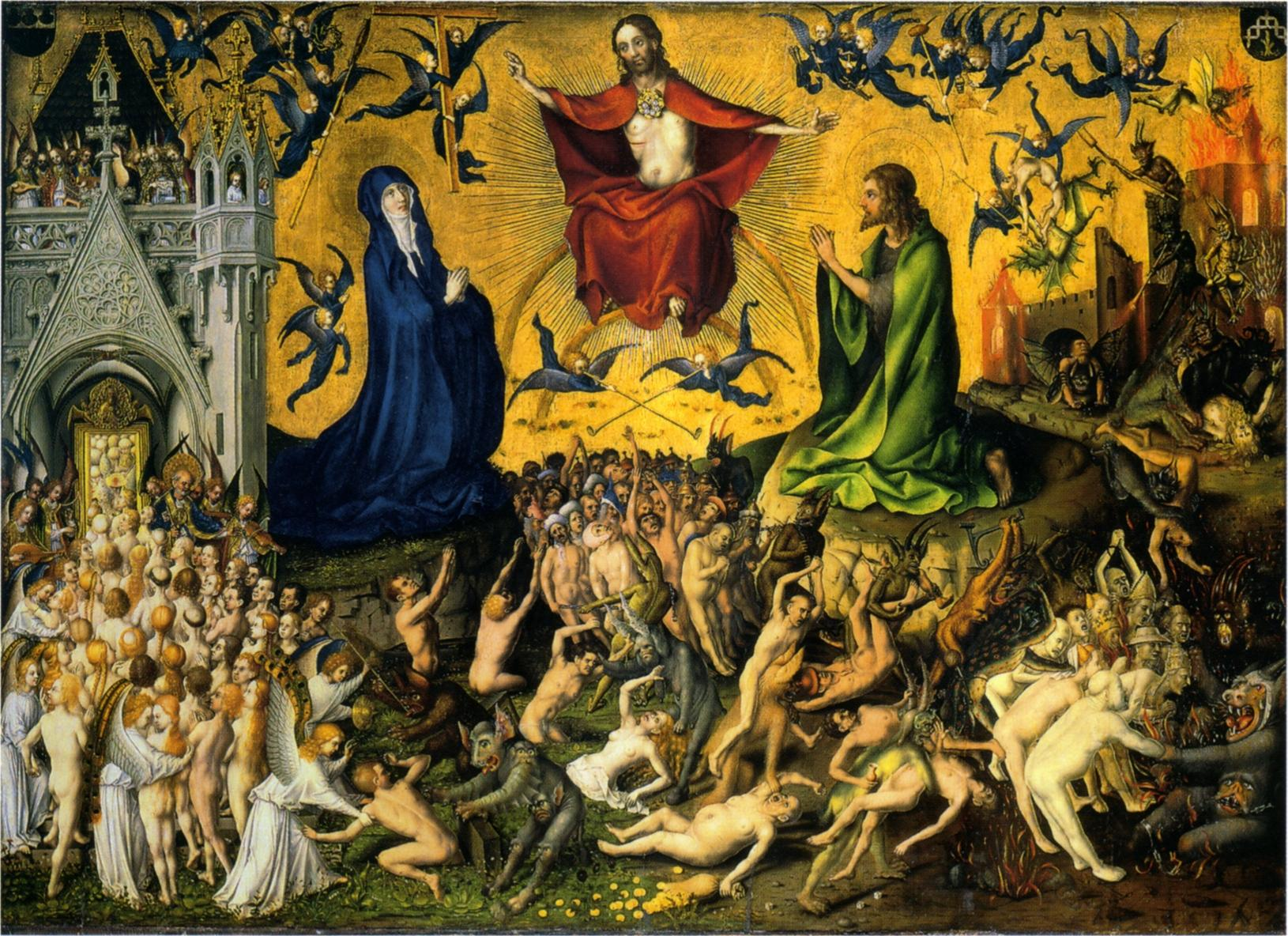
ستيفان لوشيه، لوحة يوم القيامة، 1435. فالراف-ريتشارتس متحف، كولونيا

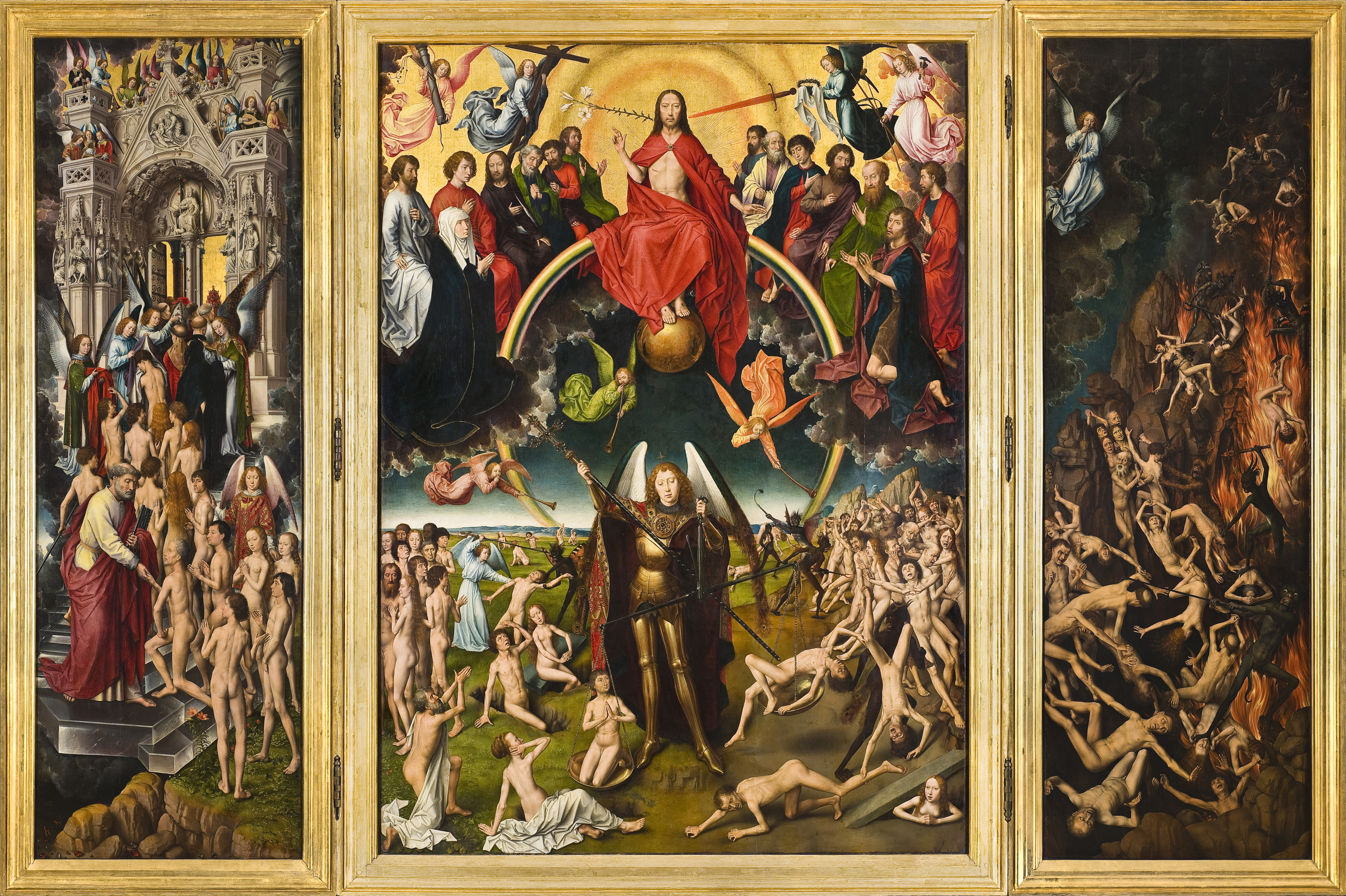
هانز ميملنج ،لوحة يوم القيامة، 1460s، المتحف الوطني، غدانسك